# Яркуль (Купинский район)
Яркуль — село, административный центр Яркульского сельсовета Купинского района Новосибирской области России.

## География
Расположено в 30 км от города Купино, на берегу одноимённого озера. Площадь села — 146 гектаров.
Село Яркуль связано с Новосибирском автомобильными дорогами.

## Этимология
Одним из первых было основано село Яркуль, раскинувшееся вдоль берега одноименного озера. Слово «Яркуль» образовано от слияния тюркских слов «яр» — высокий берег и «куль» — озеро, аналогично «Иссык-Куль», и означает озеро с высокими берегами.

## История
Село Яркуль было основано кержаками-староверами, беглыми казаками, или чалдонами, известным в Сибири до прихода Ермака. Первоначально в нём проживало не более 2-3 семей. Село Мальково находящееся на противоположном берегу озера Яркуль возникло в то же время, как и село Яркуль.
Первые переселенцы были с Урала, затем с северных и северо-восточных районов Европейской России. В 1675 г. сюда прибыли ссыльные донские казаки. Село Яркуль начало свое существование с первых поселенцев, прибывших в 1706 году по преданиям.
Они и основали населённые пункты Чумашки, Мальково, Яркуль и другие. В 60-е гг. XIX в. на нынешней территории района было известно около 20 поселений. Два раза оно полностью выгорало. В начале 30-х годов, когда началось массовое раскулачивание, село Яркуль очень пострадало. Многие по фамилии Казарин, Елкин… были высланы и сосланы, распались семьи: один брат оказался в середняках, другой в бедняках, а третий был объявлен врагом народа, куда-то увезён, и его больше никогда в Яркуле никто не видел.
Хорошей славой пользовалась Яркульская участковая больница в конце 20 века. Эта слава сохранилась о ней и сейчас. Больница была со стационаром, рассчитанным для восстановления здоровья 40 человек терапевтического и неврологического профиля. К услугам больных была аптека, амбулатория и ряд специализированных кабинетов: процедурный, физиолечения, массажа, стоматологический, лаборатории. В распоряжении имелась машина скорой помощи. Внедрялись новые методы лечения: иглорефлексотерапия, мануальная терапия.
Купинский рыбозавод был организован в военное и послевоенное время, как перевалочная база состоящая из камышитового лабаза, помазанного глиной. Контора предприятия, основные рыбообрабатывающие цеха находились в Яркуле. В это время существовала МРС — моторно-рыболовная станция. Она имела флот и сдавала его в аренду колхозам. После эта станция была передана Купинскому рыбозаводу. В 1966 году в Яркульском рыбоучастке было пять рыболовецких бригад. Начальником рыбозавода был Поздняков Иван Андреевич. В 1968 году построили новый коптильный цех и уже тут солили рыбу. Рыбу ловили в озере Яркуль и на озере Чаны. В 1986 году построили холодильную камеру, где летом морозили и сохраняли рыбу. Рыбу солили, вялили, затем сушили на сетчатых столах, сделанных из мерёги. Очень много для развития рыбозавода сделала ПМК-12, которая делала рыбопитомники по всей области. Самым главным объектом был Урюмский рыбопитомник, его называли даже «всесоюзной стройкой». Планировалось ежегодно запускать сюда 130 миллионов личинок пеляди, сазана, ряпушки, подращивать до определённых размеров, а затем выпускать в озёра.

## Население
| 2002 | 2007 | 2010 | 2012 |
| ---- | ---- | ---- | ---- |
| 976  | ↘758 | ↗829 | ↗882 |

## Экономика
Из полезных ископаемых вокруг села имеют промышленное значение керамзитовое и аглопоритовое сырьё, а также кирпичные глины.

## Инфраструктура
В селе по данным на 2007 год функционируют 1 учреждение здравоохранения и 2 учреждения образования.

## Телевидение
В селе Яркуль принимаются сигналы:
- ОТС ТВ (Областная телерадиовещательная сеть ТВ) — российский региональный телеканал, входящий в состав одноимённой телерадиокомпании, один из крупнейших в Новосибирской области